# Прамолло
Прамолло (итал. Pramollo) — коммуна в Италии, располагается в регионе Пьемонт, в провинции Турин.
Население составляет 258 человек (2008 г.), плотность населения составляет 12 чел./км². Занимает площадь 22 км². Почтовый индекс — 10065. Телефонный код — 0121.

## Демография
Динамика населения:

## Администрация коммуны
- Официальный сайт: http://www.comune.pramollo.to.it/ Архивная копия от 18 января 2010 на Wayback Machine